# 炉ばた浜っ子
炉ばた浜っ子（ろばたはまっこ）は、北海道釧路市阿寒町阿寒湖温泉に現存する居酒屋。炉端焼きも扱う。
2008年中国にて公開された映画『狙った恋の落とし方。』で居酒屋「四姉妹」として登場。

## 概要
炉端焼きの居酒屋として釧路市近郊、観光客の間でも有名な店舗である。
中国にて歴代興行成績1位を記録した映画『狙った恋の落とし方。』のロケ地として登場した為、中国では一番有名な日本の居酒屋とも言われている。